# ワルター・ゲール
ワルター・ゲールもしくはワルター・ゲーア（Walter Goehr, 1903年5月28日 ベルリン - 1960年12月4日 英国シェフィールド）は、ドイツ出身のユダヤ系作曲家、指揮者。ジョージ・ウォルター (George Walter) やG・ウォルター・ゲール (G. Walter Goehr) の名前で活動していたこともある。
同じくユダヤ系のアルノルト・シェーンベルクの門弟の一人で、英国の作曲家アレクサンダー・ゲールの父。
後にユダヤ系という理由でナチスの弾圧を避けるために英国に亡命した後、指揮者として永らく活動した。
1931年に完成された最初の成功作《マルポピータ Malpopita》は、放送向けに作曲された。最初の生演奏は、2004年5月6日にベルリンで行われたという。指揮者としては、協奏曲における伴奏指揮者として知られたほか、ロシア音楽を中心に国民楽派的な作品を得意とした。また、ラヴェルに先駆けて《展覧会の絵》のオーケストレーションを試みた一人としても知られている。

## 映画音楽
- 資本家ゴルダー David Golder (1931)
- 大いなる遺産 Great Expectations (1946)
- 叛逆者 Betrayed (1954)